# The Hot Spot
The Hot Spot is een Amerikaanse Neo noirfilm uit 1990, geregisseerd door Dennis Hopper en gebaseerd op het boek Hell Hath No Fury uit 1953 van auteur Charles Williams, die ook mee schreef aan het scenario.

## Verhaal
Harry Madox (Johnson) is een knappe nietsnut die er niet voor terugdeinst om met diefstal de eindjes aan elkaar te knopen. Na een gewaagde bankoverval op klaarlichte dag krijgt hij vanuit onverwachte hoek een alibi aangeboden: een sexy en mysterieuze Dolly Harshaw (Madsen) die zo haar eigen plannetjes voor hem in petto heeft. Maar wanneer Harry zwicht voor de charmes van een andere schoonheid (Connelly), haalt hij zich de woede van Dolly op de hals en raakt verwikkeld in een doolhof van jaloezie, verraad en moord waaruit ontsnappen onmogelijk is. 

## Rolverdeling
| Acteur               | Personage        |
| -------------------- | ---------------- |
| Don Johnson          | Harry Madox      |
| Virginia Madsen      | Dolly Harshaw    |
| Jennifer Connelly    | Gloria Harper    |
| Jerry Hardin         | George Harshaw   |
| William Sadler       | Frank Sutton     |
| Charles Martin Smith | Lon Gulick       |
| Barry Corbin         | Sheriff          |
| Leon Rippy           | Hulpsheriff Tate |
| Virgil Frye          | Hulpsheriff Buck |
| Jack Nance           | Julian Ward      |